# Groundhogs
I Groundhogs sono un gruppo musicale inglese, formatosi nel 1963. Negli anni '60 sono stati tra i pionieri del blues revival britannico. Il gruppo si è spostato su sonorità più rock all'inizio degli anni '70 e ha piazzato tre album consecutivamente nella top ten inglese tra il 1970 e il 1972.

## Storia del gruppo
La band si è formata originariamente con il nome The Dollar Bills a Londra nel 1963 dai fratelli Pete e John Cruickshank (nati rispettivamente nel 1943 e nel 1945 a Calcutta, in India). Tony McPhee (Anthony Charles McPhee, nato il 23 marzo 1944 a Redlands House nel Lincolnshire), chitarra solista del gruppo strumentale Shenuals, si unisce al gruppo più tardi nello stesso anno e lo indirizza verso il blues. La band prende il nome dal classico di John Lee Hooker Groundhog's Blues.
Nel 1964 accompagnano John Lee Hooker nella sua tournée inglese in sostituzione di John Mayall. In seguito si fanno conoscere tra gli amanti del blues affiancando Little Walter, Jimmy Reed e Champion Jack Dupree nei loro tour inglesi. McPhee suona nell'album di Dupree From New Orleans to Chicago (1966) a fianco di Eric Clapton. The Groundhogs realizzano il loro primo singolo Shake It per l'etichetta Interphon nel gennaio del 1965. Sempre nel medesimo anno registrano un LP con John Lee Hooker.
Dopo tre anni di separazione, la band incide Scratchin' the Surface (1968) con Pete Cruickshank, al basso, Ken Pustelnik alla batteria e Steve Rye all'armonica. L'album seguente Blues Obituary vede la partenza di Steve Rye e segna l'abbandono (indicato già dal titolo dell'album e dalla foto di copertina) del blues classico per avvicinarsi a sonorità più hard rock. La svolta prosegue con il terzo album Thank Christ for the Bomb che entra in classifica dopo che il dj inglese John Peel suona il brano 'Soldier' nel suo popolare show della domenica pomeriggio. I testi dell´album testimoniano anche l'impegno di McPhee verso i temi del pacifismo, dell´ecologia e della giustizia sociale.
L'album seguente Split scala le classifiche britanniche e diventa uno dei 10 album più venduti del 1971. Lo stesso anno vanno in tour con i Rolling Stones e Mick Jagger, fan del gruppo, regala a Tony la registrazione di un concerto dei Groundhogs. Utilizzata inizialmente come materiale promozionale per le radio statunitensi, sarà in seguito pubblicata col nome di Live at Leeds.
Who Will Save The World? del 1972, il quarto album successivo a scalare la Top Ten britannica, presenta una copertina apribile in più parti realizzata da Neil Adams, disegnatore della Marvel Comics noto per Spiderman, che vede i supereroi Groundhogs impegnati a combattere i mali della società moderna (guerra, sovrappopolazione, inquinamento). Gli album seguenti Hogwash (1972) e Solid del 1973 vedono il suono del gruppo spostarsi con successo decrescente verso territori più progressive. In 1974 la band si scioglie ma McPhee la riforma l'anno seguente con una nuova formazione composta da Martin Kent al basso, Mick Cook alla batteria e Rick Adams come chitarrista aggiunto. Gli album che seguono Black Diamond e Crosscut Saw del 1976 riscuotono minor successo e la band si scioglie nuovamente.
Negli anni successivi Tony McPhee fonda altri gruppi dalla vita effimera (Terraplane, Tony McPhee band), affrontando anche problemi psichiatrici. Nel 1984, a seguito dell'interesse suscitato dalla pubblicazione di un album live con registrazioni storiche ("Hoggin' the Stage") riforma i Groundhogs con nuovi musicisti per realizzare Razor's Edge (nel 1985), Back Against the Wall (nel 1987) e il live Hogs on the road nel 1988. La carriera del gruppo è proseguita negli anni 90 con concerti nei locali e album prodotti da etichette indipendenti tra cui le raccolte di classici del blues Hogs in Wolf's Clothing (1998, dedicato a Howlin' wolf) e The Muddy Waters Song Book (1999). Nel 2003 si è riformata per un breve periodo la formazione originale con Pete Cruickshank e Ken Pustelnik per una serie di concerti. In seguito, tony McPhee si è impegnato nell'attività solistica dedicandosi ad un blues acustico e tradizionale insieme alla cantante Joanna Deacon.
Nel 2007 è ripresa l'attività dei Groundhogs ma nel 2009 McPhee è stato colpito da due infarti che hanno minato la sua capacità di cantare. Dopo un periodo di riposo, nel 2010 è tornato affiancato da Joanna Deacon alla voce con una nuova incarnazione del gruppo.
Nel 2012 è stata pubblicata la biografia ufficiale di Tony Mc Phee e dei Groundhogs

## Formazione

### Formazione attuale
- Tony McPhee - chitarra & voce (1963-1974, 1976, 1982-2004, 2007-)
- Dave Anderson - basso (1987-1988, 2001-2003, 2007-)
- Joanna Deacon - voce (2001-2003, 2011–)
- Carl Stokes - batteria (2011–)

### Ex componenti
- Peter Cruickshank - basso (1963-1974, 2003-2004)
- Dave Boorman - batteria (1963-1965)
- Bob Hall - tastiere (1963-1965)
- John Cruickshank - armonica, voce (1963-1964)
- Ken Pustelnik - batteria (1965-1972, 2003-2004)
- Tom Parker - tastiere (1965)
- Steve Rye - armonica (1969; deceduto nel 1992)
- Clive Brooks - batteria (1972-1974)
- Dave Thompson - basso (1972)
- Mick Cook - batteria (1976; deceduto)
- Martin Kent - basso (1976)
- Dave Wellbelove - chitarra (1976)
- Rick Adams - chitarra (1976)
- Alan Fish - basso (1982-1994)
- Wilgar Campbell - batteria (1982-1984; deceduto nel 1989)
- "Mighty" Joe Young - chitarra (1982-1983)
- Mick Kirkton - batteria (1984-1989)
- Mick Jones - batteria (1989-1994, 2000-2003, 2009–2011)
- Jon Camp - basso (1989, 2001)
- Eric Chipulina - basso, chitarra(1994-1996, 1996-2000)
- Pete Correa - batteria (1994-1996, 1996-2000)
- Pete Chymon - basso (1996)
- Dale Iviss - batteria (1996)
- Brian Jones - basso (2000-2001)
- Marco Anderson - batteria (2007-2009)

## Discografia

### Album in studio
- Scratching the Surface (Novembre 1968)
- Blues Obituary (Settembre 1969)
- Thank Christ for the Bomb (Maggio 1970) - UK N.9
- Split (Marzo 1971) - UK N.5
- Who Will Save the World? The Mighty Groundhogs (Marzo 1972) UK N.8, US N. 202
- Hogwash (Novembre 1972)
- Solid (Giugno 1974) - UK N. 31
- Crosscut Saw (Febbraio 1976)
- Black Diamond (Ottobre 1976)
- Razor's Edge (Maggio 1985)
- Back Against the Wall (1987)
- Hogs in Wolf's Clothing (Gennaio 1998)

### Album dal vivo
- The Groundhogs with John Lee Hooker (1968)
- Hoggin' the Stage (Aprile 1984)
- Extremely Live (Luglio 1988)
- Hogs on the Road (Giugno 1988)
- Groundhog Night... Groundhog Live (Luglio 1993)
- Who Said Cherry Red (Ottobre 1996)
- Live at Leeds 71 (Agosto 1998)
- No Surrender - Razors Edge Tour 1985 (1998)
- UK Tour '76 (1999)
- Live at the Astoria (Settembre 2001)
- Live at the New York Club, Switzerland 1991 (2007)

## Discografia da solista di Tony McPhee
- The Two Sides of T.S. McPhee (1973)
- Foolish Pride (1993)
- Bleaching the Blues (1997)

## Videografia
- Live at the Astoria (1999)
- 60/40 Split (2005)
- The Muddy Waters Song Book (1999)